# Rendsburger Herbst
Der Rendsburger Herbst ist ein seit 1975 jährlich stattfindendes Volksfest in der namensgebenden Stadt Rendsburg. 

## Geschichte
Der Rendsburger Herbst fand erstmals am 5. und 6. September 1975 als Stadtfest statt. Seitdem entwickelte die Veranstaltung sich zu einem der größten Volksfeste in Schleswig-Holstein. Mit Ausnahme der Jahre 2020 und 2021, in denen die Regelungen zur Eindämmung der COVID-19-Pandemie das Fest verhinderten, findet der Rendsburger Herbst an jedem letzten vollen Wochenende im August statt, jeweils von Freitag bis Sonntag.
In den Jahren 2012 und 2013 wurden anlässlich des Rendsburger Herbstes zwischen dem Rendsburger Bahnhof und Rendsburg-Seemühlen auf einem stillgelegten Streckenteil der Bahnstrecke Rendsburg–Husum Sonderzüge eingesetzt.

## Ablauf
Als Festgelände dient beim Rendsburger Herbst der gesamte Innenstadtbereich. Auf zahlreichen Plätzen wird Live-Musik gespielt und ein umfangreiches gastronomisches Angebot bereitgehalten. Auf dem Stadtseegelände sind traditionell Vereine und Verbände aus der Stadt mit diversen Info- und Mitmach-Angeboten vertreten. Auf dem angrenzenden Paradeplatz findet ein Jahrmarkt statt. Im Kulturzentrum im Hohen Arsenal werden Tage der offenen Tür durchgeführt, an denen die Volkshochschule Rendsburg und die Stadtbücherei zahlreiche Vorführungen präsentieren, zudem werden Workshops und ein Kinderprogramm angeboten. Am Sonntag zählen das Entenrennen auf der Obereider – maßgeblich organisiert von den beiden Rendsburger Lions-Clubs – sowie der verkaufsoffene Sonntag zu den festen Programmpunkten. Das Rendsburger Symbolpaar Stutentrine und Markgraf besucht an den Festtagen verschiedene Veranstaltungen.